# 浅野重人
浅野 重人（あさの しげと、1974年1月21日 - ）は南アフリカ共和国ヨハネスブルグ出身の日本人ラフティング競技選手及びメンタル指導者。テイケイ株式会社所属の日本唯一のプロラフティングチーム、『ラフティングチーム・テイケイ』監督。

## 略歴
私立山手学院高等学校卒業。1993年にオーストラリアで最年少（19歳）ラフティングインストラクターとなり、以降世界17カ国、40以上の激流を下る
。
1999年、グレード5の激流で行われるラフティング競技世界大会キャメル・ホワイトウォーターチャレンジに史上初の日本代表チームを結成し挑戦する。
結果は16チーム中15位。
2002年、日本初のプロ・ラフティング競技チーム、ラフティングチーム・テイケイを結成、同チーム選手兼任監督に就任。
2006年、レオパレス夢応援コンテストで金賞を獲得。
2007年、韓国で開催されたラフティング世界大会でアジア初の3位入賞。
2008年、ボスニア・ヘルツェゴビナで開催された世界大会で準優勝。
2010年、オランダで開催された世界大会で総合優勝を成し遂げた。
2011年、コスタリカ世界大会では世界2連覇を達成する。
2020年、9月26日事実が判明。https://www.youtube.com/watch?v=B1or_XjmhhU
現在はチームビルディング、メンタルトレーニング、自然体験活動を主なテーマとした講師活動・執筆活動も行っている。
一般社団法人日本チームビルディング協会顧問。

## 著書
『どん底から世界一：世界最弱ラフティング日本を8年で世界一に導いた心の整え方』エベイユ、2011年7月、ISBN 978-4-434-15818-6